# Sverker Littorin
Gustaf Sverker Nilius Littorin, född 24 augusti 1955 i Allhelgona församling, Östergötlands län och uppvuxen på Lindevad säteri utanför Skänninge i Östergötland, är en svensk kommunpolitiker (KD), företagare och författare.

## Utbildning
Littorin har studerat (juridik) vid Uppsala universitet samt ekonomi vid Handelshögskolan i Stockholm. Han var Handelshögskolans i Stockholm studentkårs ordförande 1980-1981. Han tillbringade ett år på The Swedish-American Chamber of Commerce i New York 1983-1984 som Anders Wall-stipendiat.

## Karriär
Sverker Littorin arbetade på medicinteknikföretaget Elekta som vVD 1992-1997 innan han och brodern Sven Otto Littorin bildade Momentor AB, ett konsult- och riskkapitalbolag.  De drev detta bolag till 2003, sedan drogs verksamheten ned och företaget ombildades till ett holdingbolag för aktieandelar i mindre och onoterade bolag samt med agenturverksamhet.
Littorin varit styrelseledamot i the Swedish-British Chamber of Commerce samt de börsnoterade företagen Partnertech AB och Sectra AB. Littorin är sedan 2004 verksam i Medcap (fd New Science), först som styrelseordförande och 2005-2008 som VD.
2002-2010 var Littorin ledamot av kommunfullmäktige i Danderyds kommun och 1:e vice ordförande i kommunstyrelsen.

## Övriga uppdrag
- Ordförande i vård och omsorgsbolaget Olivia AB
- Ordförande i transportföretaget Samtrans AB
- Ordförande i utbildningsföretaget Medlearn AB
- Ordförande i apoteksaktören Farmacevtföretagarna i Sverige AB
- Styrelseledamot i Allba & Partners Kapitalförvaltning AB
- Styrelseledamot i energibolaget Engy AB
- Styrelseledamot i varuautomatföretaget Smartshop AB
- Styrelseledamot i det ryska jordbruksföretaget Farmcap East
- Vice ordförande i Stiftelsen Stockholmskultur
- Styrelseledamot i Kungliga Automobil Klubben

## Familj
Littorins far Sven Littorin var kommunal- och landstingspolitiker för Centerpartiet, ordförande i kommunfullmäktige i Skänninge, och efter kommunsammanslagningen, i Mjölby. Modern Lillemor Littorin var nämndeman, ordförande för Rädda Barnen i Östergötland och vice ordförande för Trygg Hansa i Östergötland. Han är bror till före detta arbetsmarknadsministern Sven Otto Littorin. Han är bosatt på Södermalm i Stockholm.
Littorin var gift med den finska konstexperten Pauliina Laitinen(fi) 2014-2019.